# 孟學易
孟學易（1534年—1594年），字與時，號静菴，陝西平凉府涇州靈臺縣人，民籍，明朝政治人物。

## 生平
嘉靖三十七年（1558年）戊午科陝西鄉試第七名舉人。嘉靖四十四年（1565年）中式乙丑科會試第一百五十五名，三甲第一百一十六名進士。吏部观政，本年八月授成都府推官，丁父忧。隆慶四年（1570年）七月復除潞安府，五年五月升户部主事，管北新、大军二仓，监崇文门税课，监河西务钞关。万历二年（1574年）正月升山西管粮郎中，五年四月復除本部，八年二月升開封知府，十一年二月升四川副使，兵备建昌，十四年八月调簡瀘州，十七年正月考察致仕。卒年六十一。

## 家族
曾祖孟長；祖父孟聰；父孟紹先，歲貢生。母張氏。具慶下。弟學書（庠生）、學詩、學禮。子孟養浩，侧室李氏生，娶都御史趙時春孙女。孫孟昌祚。